# Første Schlesiske Krig
Første schlesiske krig fandt sted mellem 1740 og 1742 mellem Frederik 2. af Preussen og Maria Theresia af Østrig. Det var den første af de Schlesiske krige.
Ved kejser Karl 6.s død 20. oktober 1740 anså Frederik 2., der efter sin fader havde arvet en slagfærdig hær på 80.000 mand og en kassebeholdning på 10 mio. thaler, øjeblikket for gunstigt til at erobre den da østrigske provins Schlesien. Samtidig med, at han åbnede underhandlinger i Wien for ad fredelig vej at nå sit mål, lod han dog 16. december 1740 en hær på 25.000 mand rykke ind i landet, hvilket i januar var taget i besiddelse med undtagelse af fæstningerne Glogau, Brieg og Neisse.
Forhandlingerne i Wien førte ikke til noget resultat. I stedet for udvirkede Østrig, at kong Georg 2. af England ville slutte en alliance med Holland, Sachsen og Rusland mod Preussen, som nu forstærkede sin hær i Schlesien.
9. marts indtog general Leopold 1. af Anhalt-Dessau, der skulle holde Sachsen i skak, Glogau, mens hovedhæren under kongen rykkede frem til Jägerndorf. En østrigsk hær under Wilhelm Reinhard von Neipperg søgte nu over Freudenthal og Neisse at afskære Frederik 2. tilbagetoget over Breslau, men sejren ved Mollwitz 10. april, hvor 20.000 preussere overraskede 19.000 østrigere, åbnede atter forbindelsen, hvorefter Brieg erobredes. Disse sejre hindrede dannelsen af den planlagte koalition, og Georg 2. forsøgte nu at forlige preusserne og østrigerne, mens Frankrig og Bayern søgte at vinde Preussen som forbundsfælle i deres kamp om de østrigske arvelande. Frederik 2. afviste dog de i så henseende af marskal Belle Isle fremsatte forslag og lod gennem den engelske gesandt Lord Hyndford Maria Theresia adspørge, om hun ville afstå Nedreschlesien. Da hun dog afslog dette, sluttede Frederik 4. juni 1741 i Breslau et defensivt forbund med Frankrig, men han opdagede snart dets egoistiske planer og lagde derfor juni—august sin hær i lejr ved Strehlen.
I september forsøgte kongen dog at erobre Neisse og at tvinge Neipperg til slag, men begge dele mislykkedes, og han besluttede derfor at indlede underhandlinger med sin modstander. Underhandlingerne førte imidlertid ikke til noget resultat, og Frederik begyndte derpå kampen på ny i forbindelse med franskmændene og bayrerne, der 26. november 1741 havde stormet Prag. Da østrigerne herefter under Ludwig Andreas von Khevenhüller rykkede ind i Bayern, besluttede Frederik at hjælpe det ved med 30.000 mand preussere, sachsere og franskmænd at gøre et fremstød mod Wien gennem Mähren, som general Kurt Christoph von Schwerin allerede havde besat. Forskellige vanskeligheder tvang dog kongen, i begyndelsen af april 1742, tilbage til Böhmen, hvor han ville yde franskmændene hjælp. 17. maj sejrede han med sine 28.000 mand over prinsen af Lothringen, der over Olmütz var marcheret til Prag, ved Chotusitz. Maria Theresia blev derefter villig til at slutte fred, og også Frederik ønskede at komme ud af sin forbindelse med franskmændene, hvorefter der 11. juni sluttedes en præliminærfred i Breslau, der fulgtes af den endelige fred i Berlin 28. juli, ved hvilken Maria Theresia afstod størstedelen af Schlesien og grevskabet Glatz.